# Puente del Diablo (Martorell)
El puente del Diablo (en catalán: Pont del Diable) es un puente construido en España, situado entre las localidades catalanas de Castellbisbal y Martorell, sobre el río Llobregat. Es una reconstrucción realizada en el año 1963 de un puente gótico de 1295, sobre una base romana. Fue declarado Monumento arquitectónico-artístico en 1925,
por lo que es bien de interés cultural con categoría de monumento.
Su gestión y conservación depende del Museo Municipal Vicenç Ros.

## Historia

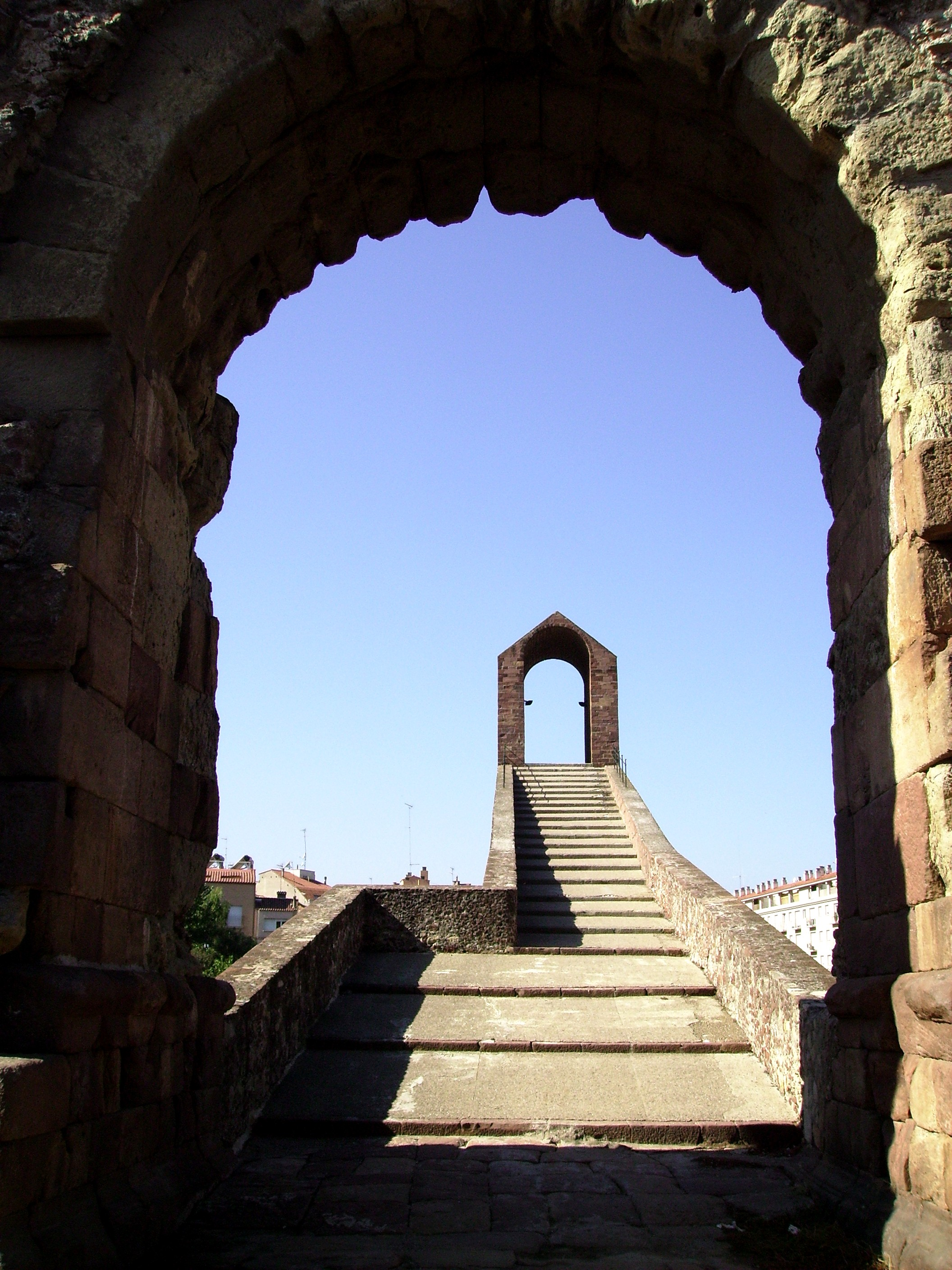
Vista frontal del puente.

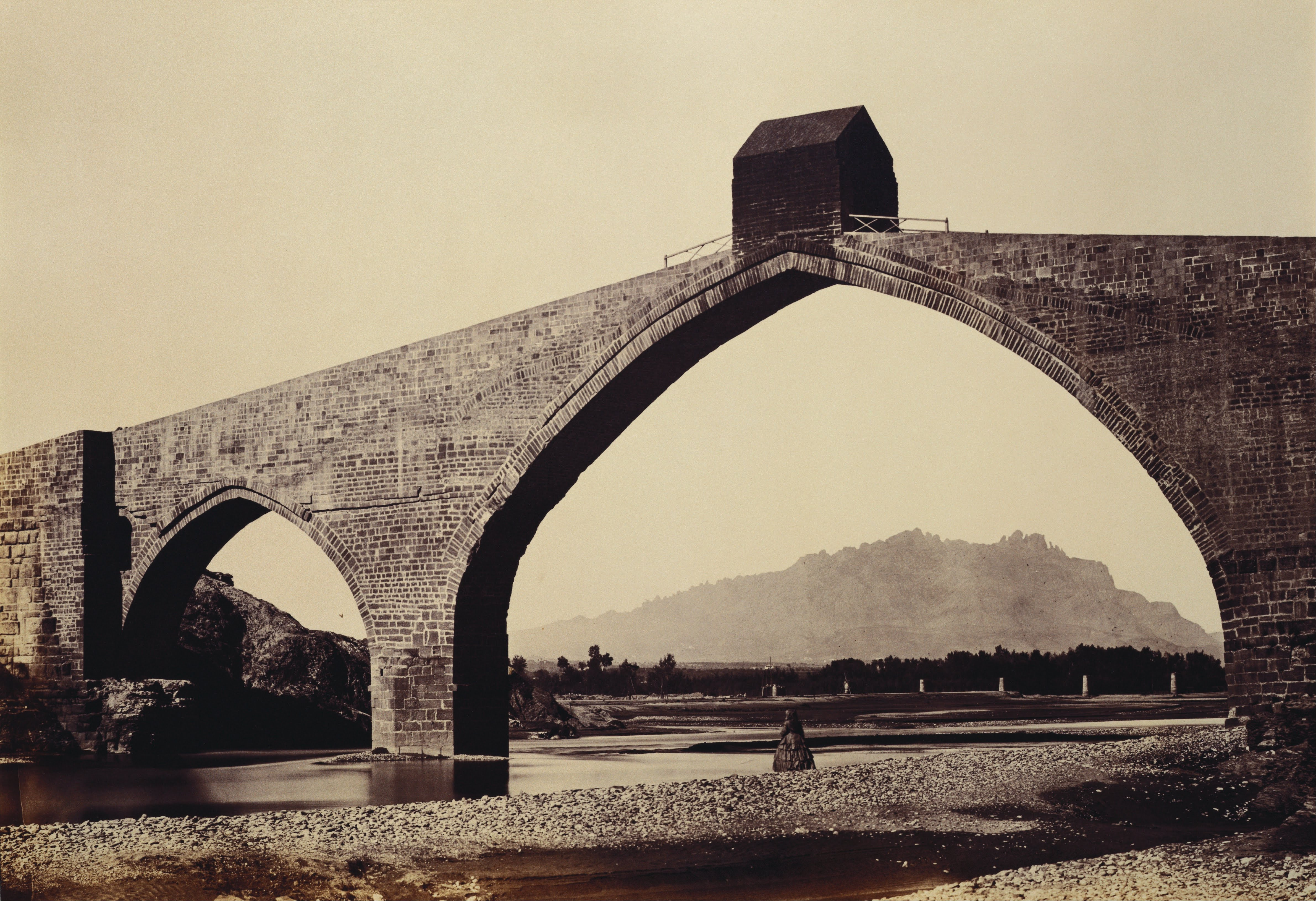
El Puente del Diablo en una foto de Charles Clifford (c. 1860-61).

De origen romano, formaba parte de la Vía Augusta siendo construido alrededor del año 10 a. C. para ser transitado por carros de bueyes, con una longitud de 130 metros, con una calzada ancha y prácticamente horizontal, como se puede ver en los extremos, y con una pila en medio del lecho del río.
De la época romana se conservan los estribos del puente, hechos con grandes sillares, con inscripciones de las legiones que trabajaron (legiones X Gemina, IV Macedonica y VI Victrix), y un arco triunfal honorífico en el margen izquierdo, probablemente del siglo II. Hasta el siglo XIV fue el único puente del valle bajo del Llobregat.
El puente fue destruido por el río, que se llevó la pila central, estando documentada una reconstrucción en el año 1143. Posteriormente se reconstruyó como puente gótico con un solo arco, obra iniciada en 1283 y acabada alrededor de 1295, bajo la dirección de Bernat Sellés, con dos arcos ojivales, el mayor de 21 metros de altura y 43 de ancho, para evitar el efecto de las riadas. El nuevo perfil y la menor anchura ya no eran adecuadas para la circulación rodada, pero sí para el transporte con animales de carga, mucho más utilizado en la Edad Media.
Fue restaurado en el año 1768 por el ingeniero militar Juan Martín Cermeño. En enero de 1939 el arco central fue destruido por el Ejército Popular de la República en retirada, siendo reconstruido en 1963, manteniendo la estructura gótica de la reforma de 1283.

### La leyenda
La leyenda de este puente cuenta la historia de una anciana que, cada día, debía pasar el río para ir a buscar agua a la fuente que había en la otra orilla. Ella era ya muy mayor y no estaba para esos trotes. Saltar de piedra en piedra, mojándose los pies, ya le había traído más de un disgusto.

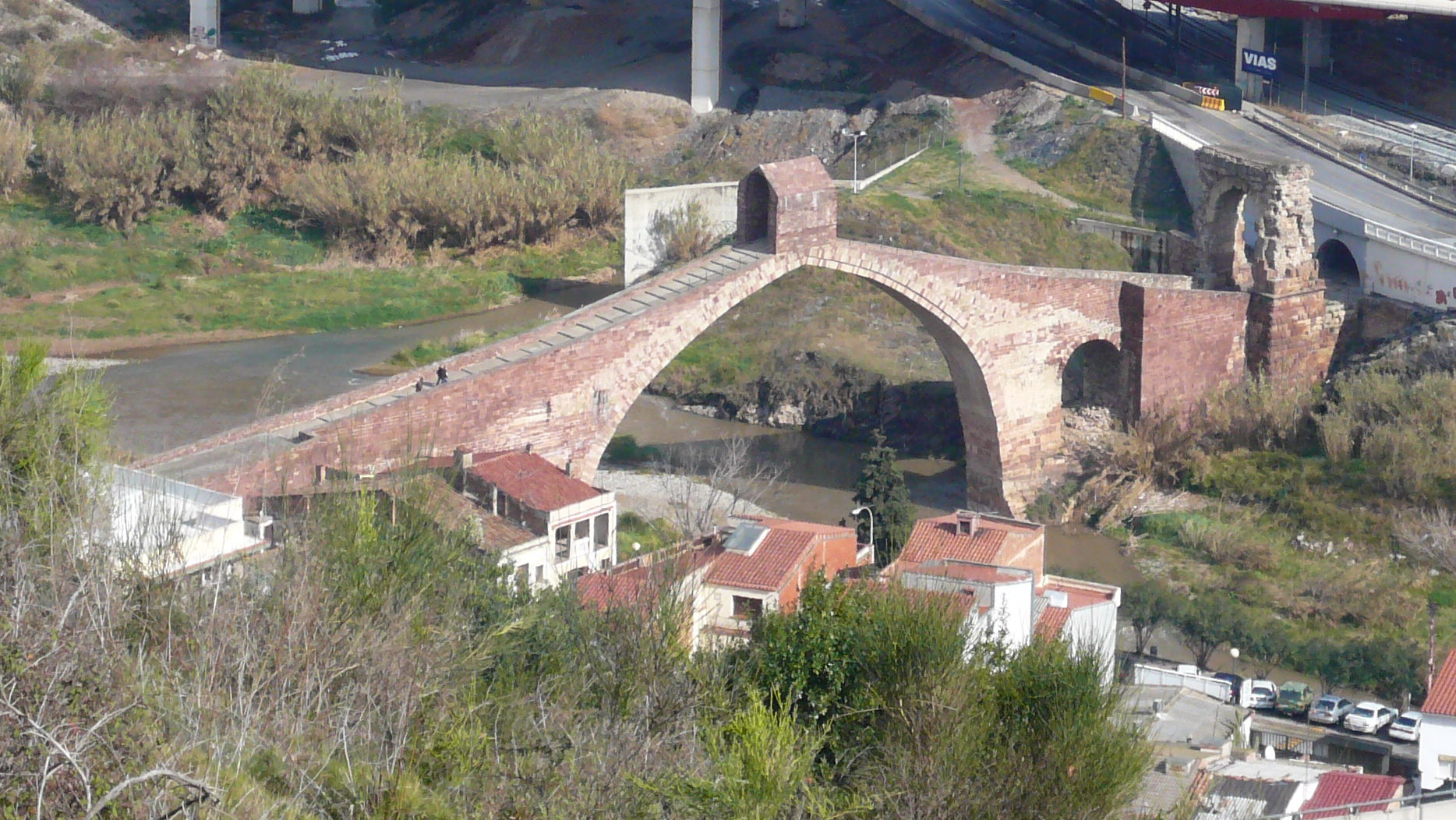
El Puente del Diablo visto desde la Sierra de las Torretas.

Una mañana, cuando estaba junto la orilla, a punto de pasar el río, se le apareció el Diablo, que era un negociante de mucho cuidado.

–¿Qué hace usted pasando el río de esta manera? ¡Con mi gran poder haré que no tenga que cruzarlo nunca más!

–¿Cómo? –preguntó la anciana sorprendida.

–Dame una noche y te construiré el puente más bonito que jamás hayas visto.
 
–¿Seguro? –preguntó ella.

–¿Acaso dudas de mi palabra? –respondió el Diablo– Y no os va a costar ni un real. Me conformo con quedarme con el alma del primero que cruce el puente.

La anciana, cansada de tener que cruzar el río cada día, aceptó el trato.

El diablo estuvo toda la noche trabajando y cuando los primeros rayos de sol despuntaban tras la Torre del Telégrafo el gran puente estaba acabado.

El Diablo, escondido tras el arco del puente, en la otra orilla, esperó a que la anciana llegara para que pasara el puente en busca del agua y así poder quedarse con su alma. Pero las cosas no salieron como él esperaba.

Cuando la viejecita llegó al puente, sacó el mandil del cesto que llevaba colgando del brazo. De dentro del cesto salió un gato negro como el carbón que, asustado, empezó a correr puente arriba.

Y así es como desde ese día la anciana y todo el mundo puede cruzar, sin miedo, el puente mientras el Diablo nos mira, sin poder hacer nada, junto al alma de un gato.
La maravillosa historia del Pont del Diable 